# Cecilia Krakow
Cecilia Krakow, född mellan cirka 1604 och 1610, död efter 1675, var en svensk författare och pantlånare. Cecilia Krakow är främst känd som författaren av historien om sina båda föräldrars Mårten Krakow och Emerentia Pauli roll i försvaret av Gullbergs fästning 1612 som finns beskrivet i riksarkivet.

## Biografi

### Familj
Cecilia Krakow var dotter till Mårten Krakow och Emerentia Pauli. Hon var gift första gången med Barthold (Bartolomeus) Gertzen (begr. i Christine församling 4 november 1629) och andra gången den 30 augusti 1630 med köpmannen och senare burggreven Jürgen von Lengerken. Hon hade i första äktenskapet sonen Gerhard von Lengerken, som inskrevs som student vid Uppsala universitet 16 september 1643 (Gerhardus Bartholdi Gothburgensis), adlades 3 januari 1660 med namnet Leijoncrantz och blev burggreve i Göteborg 1677. Hennes son antog sin styvfars efternamn och har därför felaktigt trotts vara dennes son.

### Verksamhet
Cecilia Krakow drev efter sin andre makes död själv vidare hans handelsverksamhet. Hon förekommer mycket ofta i domböckerna som fordringsägare i kravmål.
Krakow blev vid sidan av denna verksamhet också en framgångsrik pantlånare. Bankverksamhet bedrevs vid denna tid ofta privat genom att man pantsatte en ägodel hos en person som i utbyte lånade kunden pengar. Panterna kunde utgöras av hus och tomter eller lösöreföremål såsom silverkannor, tennbägare eller kvinnokjortlar. Panten fick under lånetiden inte användas, något som var strikt lagförbudet. Cecilia Krakow framstår som en av Göteborgs mest framgångsrika pantlånare. Hon accepterade inte klädesplagg som pant. Våren 1664 hade hon tre gånger uppbjudit sina panter både källarmästare Didrik Strokirks och Lorens Jungs Tomt 6.32 3 gårdar (EIIa:1a).
År 1675 betalade Cecilia Krakow 60 daler i krigskontribution och kan därmed i förmögenhet i Göteborg endast sägas ha överträffats av David Amia, som också bedrev stor utlåningsverksamhet.